# Maniola marginata
Maniola marginata är en fjärilsart som beskrevs av Thomson 1970. Maniola marginata ingår i släktet Maniola och familjen praktfjärilar. Inga underarter finns listade i Catalogue of Life.